# Martin-Probst-Syndrom
Das Martin-Probst-Syndrom ist eine sehr seltene  angeborene, zu den Syndromalen X-chromosomalen mentalen Retardierungen zählende Erkrankung mit den Hauptmerkmalen geistige Behinderung und Schwerhörigkeit.
Synonyme sind: X-chromosomale Schwerhörigkeit – geistige Retardierung; Syndrom der X-chromosomalen Schwerhörigkeit mit Intelligenzminderung
Die Bezeichnung bezieht sich auf die Erstautoren der Erstbeschreibung aus dem Jahre 2000 durch die US-amerikanische Kinderärztin Donna M. Martin, den Humangenetiker Frank J. Probst und Mitarbeiter.

## Verbreitung
Die Häufigkeit wird mit unter 1 zu 1.000.000 angegeben, bislang wurde erst eine Familie mit Betroffenen in drei Generationen beschrieben. Die Vererbung erfolgt X-chromosomal-rezessiv. Der verursachende Gendefekt wurde in die Region Xq1-q21 kartiert.
Diskutiert wird eine Mutation im RAB40AL-Gen, auch RLGP-Gen genannt.

## Klinische Erscheinungen
Klinische Kriterien sind:
- starke Schwerhörigkeit beidseits
- geistige Retardierung
- Nabelhernie
- abnorme Papillarleisten.

Hinzu können Gesichtsdysmorphien wie Teleangiektasien, Hypertelorismus, Zahnanomalien, breite Nasenwurzel, eventuell auch Minderwuchs, Panzytopenie, Mikrozephalie und Fehlbildungen am Urogenitaltrakt kommen.